# Martin St. Louis
Martin St. Louis (* 18. Juni 1975 in Laval, Québec) ist ein ehemaliger kanadischer Eishockeyspieler und derzeitiger -trainer, der den Großteil seiner Karriere bei den Tampa Bay Lightning verbracht hat und zuletzt bei den New York Rangers in der National Hockey League (NHL) unter Vertrag stand. Mit den Lightning gewann er 2004 den Stanley Cup sowie die Art Ross Trophy, die Hart Memorial Trophy und den Lester B. Pearson Award. Zudem hält er die Franchise-Rekorde für die meisten Vorlagen und die meisten Scorerpunkte. St. Louis, der über 1000 Scorerpunkte in der NHL erzielte, trug die Rückennummer 26 in Anlehnung an sein Idol in Kindheitstagen, Mats Näslund. Diese wurden von den Lightning als erste Rückennummer der Franchise-Geschichte gesperrt. Darüber hinaus wurde er im Jahre 2018 in die Hockey Hall of Fame gewählt. Mit der kanadischen Nationalmannschaft gewann er zwei Weltmeisterschafts-Silbermedaillen sowie die Goldmedaille bei den Olympischen Spielen 2014.
Seit Februar 2022 ist St. Louis als Cheftrainer der Canadiens de Montréal in der NHL tätig.

## Karriere

### Anfänge im Jugend- und Collegebereich
In seiner Jugend spielte Martin St. Louis in kleineren Juniorenligen in seiner Heimatprovinz Québec und für ein Jahr in einer unterklassigen Nachwuchsliga in Ontario. Trotz guter Leistungen wurde der nur 1,73 Meter große Flügelstürmer von den Teams der NHL ignoriert und nicht im NHL Entry Draft ausgewählt. Er ging schließlich 1993 an die University of Vermont und spielte dort für das Eishockeyteam der Universität. Er zeigte in der regionalen College-Liga ECAC, dass er großes Potential hat und erhielt in den folgenden mehrere Auszeichnung, sogar vom Dachverband der US-amerikanischen College-Ligen, der NCAA, wurde er mehrfach ausgezeichnet. Unter anderem war er dreimal für den Hobey Baker Memorial Award nominiert, der an den besten College-Spieler in den USA verliehen wird.

### Erste NHL-Station in Calgary
Nachdem er 1997 das College verlassen hatte, wurde er zu einem Trainingscamp der Ottawa Senators eingeladen, erhielt aber keinen Vertrag bei dem NHL-Team. St. Louis schloss sich schließlich den Cleveland Lumberjacks aus der IHL an und wurde noch während der Saison 1997/98 von den Calgary Flames unter Vertrag genommen. Nachdem er vorerst für das Farmteam, die Saint John Flames, in der AHL gespielt hatte und durch gute Leistungen überzeugen konnte, kam er in der Saison 1998/99 zu seinen ersten Einsätzen in der NHL. 1999/2000 gehörte er dann den Großteil der Saison zum NHL-Kader, konnte aber die Erwartungen nicht erfüllen und musste das Team nach der Saison verlassen, weil sein Vertrag nicht verlängert wurde.

### Aufstieg zum Topscorer in Tampa Bay
Er erhielt zur nächsten Saison einen Vertrag bei den Tampa Bay Lightning, wo er auch sofort einen festen Platz im NHL-Kader hatte und spielte ein solides erstes Jahr bei den Lightning mit 40 Punkten. 2001/02 konnte er sich steigern, musste die Saison aber vorzeitig beenden, nachdem er sich sein Bein gebrochen hatte. Er kehrte im Herbst 2002 von seiner Verletzung zurück und gehörte mit 33 Toren und 37 Assists neben Vincent Lecavalier, Brad Richards und Václav Prospal zu den besten Spielern in der Mannschaft. 2003/04 erreichte St. Louis den Höhepunkt seiner Karriere. Als bestes Team der Eastern Conference qualifizierten sich die Lightning für die Playoffs und angeführt von St. Louis, Brad Richards, Vincent Lecavalier und Fredrik Modin gewannen sie gegen die Calgary Flames in einer hart umkämpften Finalserie den Stanley Cup. Martin St. Louis war mit 94 Punkten der beste Scorer der NHL-Saison gewesen und erhielt die Art Ross Trophy. Außerdem wurde er als wertvollster Spieler mit der Hart Memorial Trophy und als bester Spieler mit dem Lester B. Pearson Award ausgezeichnet.
Im Herbst 2004 war er Mitglied im Team Canada, das den World Cup of Hockey gewinnen konnte. Wenig später unterschrieb er einen Vertrag beim HC Lausanne in der Schweizer Nationalliga A, da die NHL-Saison 2004/05 wegen des Lockout abgesagt wurde.

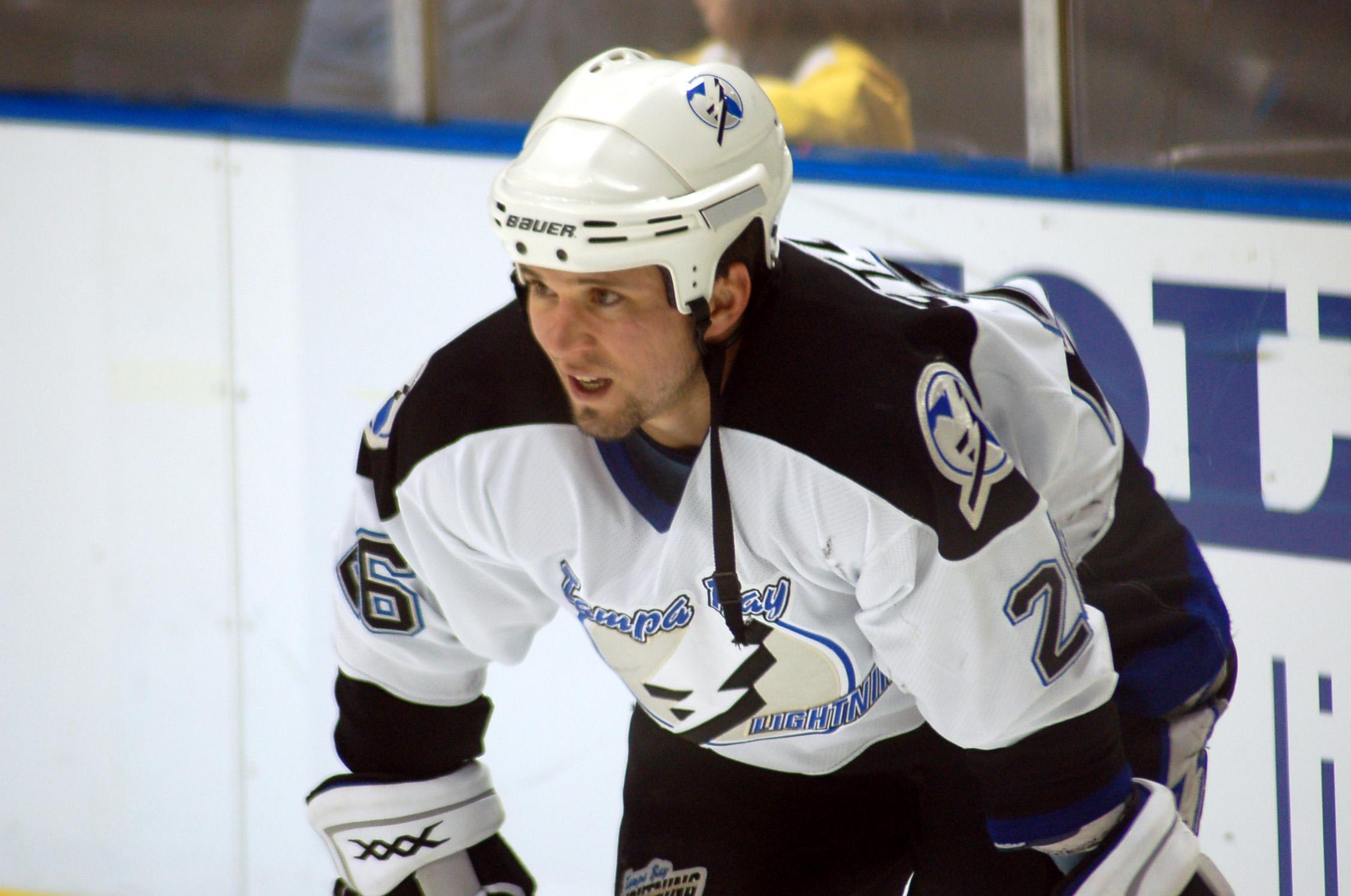
Martin St. Louis (2007)

Nach seiner Rückkehr nach Tampa Bay erhielt er im August 2005 einen mit 31,5 Millionen US-Dollar dotierten Sechsjahresvertrag bei den Lightning, doch er konnte in der Saison 2005/06 nicht mehr an seine herausragenden Leistungen anknüpfen und erzielte nur 61 Punkte. Hinzu kam ein Erstrunden-Aus für die Lightning in den Playoffs. 2006/07 zeigte er wieder sein ganzes Können und bildete mit Vincent Lecavalier eines der gefährlichsten Angriffsduos in der NHL. St. Louis stellte mit 43 Toren und 59 Vorlagen neue persönliche Bestwerte auf und konnte erstmals die Marke von 100 Punkten übertreffen. Zudem wurde er für die Lady Byng Memorial Trophy nominiert, die der Spieler erhält, der durch einen hohen sportlichen Standard in Verbindung mit Fairness herausragt. 2007/08 und 2008/09 gehörte St. Louis zu den konstantesten Scorern in der NHL und erreichte beide Jahre jeweils über 80 Punkte in der regulären Saison. 2009/10 erreichte er mit 94 Punkten zum dritten Mal in seiner Karriere mehr als 90 Punkte und war damit zweitbester Scorer seines Teams hinter Steve Stamkos. Nach Abschluss dieser Spielzeit gewann er erstmals in seiner Karriere die Lady Byng Memorial Trophy. Nach der regulären Saison 2010/11 wurde St. Louis erneut für dieselbe Trophäe nominiert, diesmal gemeinsam mit Loui Eriksson und Nicklas Lidström. Er gewann den Award und wurde zusätzlich zum zweiten Mal hintereinander in das Second All-Star Team gewählt.
Im Jahr 2006 war St. Louis bei den Olympischen Winterspielen in Turin Mitglied des kanadischen Nationalteams.
Im Jahre 2013 gewann Martin St. Louis im Alter von 37 Jahren seine zweite Art Ross Trophy. Damit ist er nicht nur der älteste Spieler, dem dies gelungen ist, sondern zudem der Spieler, bei dem zwischen seinem ersten und zweiten Gewinn der Auszeichnung die meiste Zeit (neun Jahre) lag, was ein besonderer Beleg dafür ist, dass St. Louis über eine lange Dauer seine herausragenden Fähigkeiten zeigen konnte. Ebenso wurde er zum dritten Mal nach 2010 und 2011 mit der Lady Byng Trophy  ausgezeichnet. Zur Saison 2013/14 wurde St. Louis als Nachfolger von Vincent Lecavalier zum Mannschaftskapitän der Lightning ernannt.
Obwohl er zunächst nicht ins Aufgebot der kanadischen Nationalmannschaft für die Olympischen Winterspiele 2014 nominiert wurde, rückte er für seinen verletzten Teamkollegen Steven Stamkos in den Kader nach. Er gewann schließlich mit Kanada die Goldmedaille.

### Wechsel nach New York und Karriereende

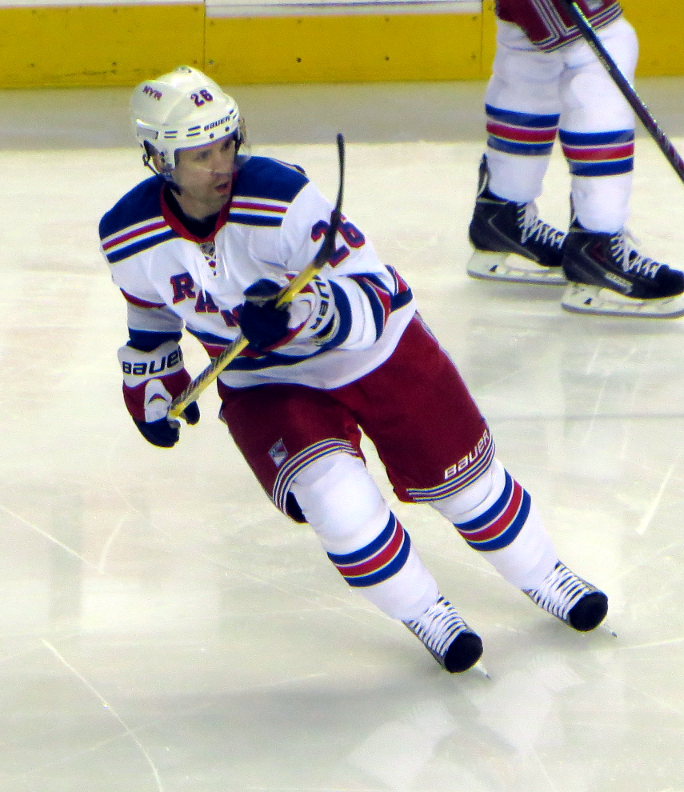
Martin St. Louis (2014)

Kurz vor der Trade Deadline wurde St. Louis am 5. März 2014 zu den New York Rangers transferiert, die dafür ihren Kapitän Ryan Callahan, ein Erstrunden- und ein Zweitrunden-Wahlrecht nach Tampa Bay abgaben. In New York konnte er mit den Rangers bis in das Finale um den Stanley Cup vorstoßen, wo man jedoch den Los Angeles Kings unterlag. Insgesamt war der Linksschütze maßgeblich beteiligt am weiten Vorstoßen der Rangers, so war er mit acht Toren und sieben Vorlagen der punktbeste Spieler der Blueshirts in den Play-offs. Auch die anschließende Saison 2014/15 begann für den Kanadier erfolgreich, so gelang ihm im November 2014 im Spiel gegen die Philadelphia Flyers sein 1000. Scorerpunkt in der NHL.
Am 2. Juli 2015 gab St. Louis das Ende seiner aktiven Karriere bekannt. Die Tampa Bay Lightning sperrten seine Trikotnummer 26 am 13. Januar 2017 als erste in ihrer Franchise-Geschichte. Anschließend wurde er im Jahre 2018 in die Hockey Hall of Fame aufgenommen.
In der Saison 2018/19 war der Kanadier kurzzeitig als Berater für die Columbus Blue Jackets tätig. Anschließend wurde er, ohne bisher als Trainer im Profibereich aktiv gewesen zu sein, im Februar 2022 als Cheftrainer bei den Canadiens de Montréal aus der NHL vorgestellt. Dort trat er, vorerst bis zum Ende der Saison 2021/22, die Nachfolge von Dominique Ducharme an. Im Mai 2022 verlor er seinen Interimsstatus, indem er einen Dreijahresvertrag in Montréal erhielt.

## Erfolge und Auszeichnungen
| - 1995 ECAC First All-Star Team - 1995 NCAA East First All-American Team - 1995 ECAC Spieler des Jahres - 1996 ECAC First All-Star Team - 1996 NCAA East First All-American Team - 1996 NCAA Championship All-Tournament Team - 1997 ECAC First All-Star Team - 1997 NCAA East First All-American Team - 1999 Teilnahme am AHL All-Star Classic - 2003 Teilnahme am NHL All-Star Game - 2004 NHL-Offensivspieler des Monats Januar - 2004 Teilnahme am NHL All-Star Game - 2004 NHL-Offensivspieler des Monats Februar - 2004 Stanley-Cup-Gewinn mit den Tampa Bay Lightning - 2004 Hart Memorial Trophy - 2004 Lester B. Pearson Award - 2004 Art Ross Trophy | - 2004 NHL Plus/Minus Award (gemeinsam mit Marek Malík) - 2004 NHL First All-Star Team - 2004 Spengler-Cup-Gewinn mit dem HC Davos - 2007 Teilnahme am NHL All-Star Game - 2007 NHL Second All-Star Team - 2008 Teilnahme am NHL All-Star Game - 2009 Teilnahme am NHL All-Star Game - 2010 Lady Byng Memorial Trophy - 2010 NHL Second All-Star Team - 2011 Teilnahme am NHL All-Star Game - 2011 Lady Byng Memorial Trophy - 2011 NHL Second All-Star-Team - 2013 Art Ross Trophy - 2013 Lady Byng Memorial Trophy - 2013 NHL Second All-Star Team - 2017 Sperrung der Trikotnummer 26 durch die Tampa Bay Lightning - 2018 Aufnahme in die Hockey Hall of Fame |

### International
| - 2004 Goldmedaille beim World Cup of Hockey - 2008 Silbermedaille bei der Weltmeisterschaft - 2009 Silbermedaille bei der Weltmeisterschaft | - 2009 Topscorer der Weltmeisterschaft - 2009 Bester Vorlagengeber der Weltmeisterschaft - 2014 Goldmedaille bei den Olympischen Winterspielen |

## Karrierestatistik

### International
Vertrat Kanada bei:
| - World Cup of Hockey 2004 - Olympische Winterspiele 2006 - Weltmeisterschaft 2008 | - Weltmeisterschaft 2009 - Olympischen Winterspielen 2014 |

(Legende zur Spielerstatistik: Sp oder GP = absolvierte Spiele; T oder G = erzielte Tore; V oder A = erzielte Assists; Pkt oder Pts = erzielte Scorerpunkte; SM oder PIM = erhaltene Strafminuten; +/− = Plus/Minus-Bilanz; PP = erzielte Überzahltore; SH = erzielte Unterzahltore; GW = erzielte Siegtore; 1 Play-downs/Relegation; Kursiv: Statistik nicht vollständig)